# Брейкспир, Синди
Синди (Синтия) Джин Кэмерон Брейкспир (англ. Cynthia Jean Cameron Breakspeare; род. 24 октября 1954, Торонто) — канадско-ямайская джазовая певица, фотомодель, музыкант и королева красоты; победительница конкурса «Мисс Мира 1976 года». Согласно ряду источников, её брат — регги-музыкант Дамиана Марли из-за её отношений с Бобом Марли (который не хотел вступать в официальный брачный союз), до своей смерти оставался женат на Рите Марли (в том числе, видимо, подавая пример сестре). Говорят, что Марли написал о ней песни «Turn Your Lights Down Low» и «Waiting in Vain».

## Биография
Синди Брейкспир родилась 24 октября 1954 года в городе Торонто в канадском штате Онтарио, в семье Луи Брейкспира отец которого был ямайцем, а мать белой канадкой Маргерит Кокрейн. У неё есть три брата и сестра.
Брейкспир переехала на Ямайку, когда ей было четыре года, и училась в средней школе Непорочного зачатия, которую окончила в 1973 году. Подростком Брейкспир участвовала в конкурсах красоты, в том числе «Мисс Ямайка — красивое тело» и «Мисс Вселенная — бикини».
В 1976 году Синтию Джин Кэмерон Брейкспир пригласили принять участие в конкурсе красоты «Мисс Мира 1976 года», проходившем в Лондонском королевском зале искусств и наук имени Альберта в столице Великобритании городе Лондоне. Несмотря на протест Ямайки против апартеида по поводу конкурса, Брейкспир приняла приглашение и выиграла титул «Мисс мира» 19 ноября 1976 года, став второй в истории ямайкой, сделавшей это
Брейкспир продолжает свою карьеру в качестве записывающейся артистки и предпринимателя. Она основала на Ямайке магазин растафарианских ремёсел под названием «Ital Craf». Она остается популярной личностью на Ямайке и время от времени появляется в местных СМИ.
В 2012 году Синди Брейкспир принимала участие в съёмках документального фильма «Марли» о жизни и творчестве ямайского музыканта Боба Марли.

## Личная жизнь
У Синди Брейкспир были четырёхлетние отношения с популярным регги-музыкантом Бобом Марли, начиная с 1977 года и продолжавшиеся до его смерти в 1981 году. Примерно в это же время Марли был в отношениях с несколькими другими женщинами, включая Прескалин Бонго (англ. Prescaline Bongo) и другой женщиной, которая родила ему ребенка в 1981 году. У Синди с Бобом в 1978 году тоже родился сын Дамиан Роберт Неста Марли (известный также как «Гонг-младший»; англ. «Junior Gong»). 
В 1981 году, три года спустя после смерти Б. Марли, Брейкспир вышла замуж за ямайского сенатора Тома Тавареса-Финсона, от которого у неё родился сын Кристиан (1982) и дочь Лия (1986). В 1995 году Брейкспир и Таварес-Финсон развелись. 
Однако Синди Джин Кэмерон Брейкспир не оставляла попыток найти своё счастье и в 1999 году вышла замуж за музыканта Руперта Бента II (англ. Rupert Bent II).
У неё четверо внуков от троих детей.